# (178361) 1996 WL3
1996 دابليو أل 3 (ويعرف أيضًا باسم (178361) 1996 دابليو أل 3 وفق تسمية الكوكب الصغير) (بالإنجليزية: 1996 WL3)‏؛ هو كويكب ضمن حزام الكويكبات.
اكتُشف هذا الجُرم الفلكي بواسطة برنامج شميدت للكويكبات في بكين في 28 نوفمبر 1996، وترتيبه 178361 من حيث الاكتشاف.

## الوصف
اكتُشف 1783611996WL في 28 نوفمبر 1996 في محطة شينغلونغ، الواقع في جبال يان، مقاطعة خبي في الصين، بواسطة برنامج شميدت للكويكبات في بكين. وقد رصد المشروع 509 مشاهدة للكويكب إلى غاية 9 يوليو 2021 بتوقيت منطقة المحيط الهادئ، أي في مدة قدرها 11,026 يومًا (30.2 عام). تستغرق الفترة المدارية للكويكب 1,200 يومًا (3.3 عام).

## الخصائص المدارية
يتميز مدار هذا الكويكب بنصف محور رئيسي يبلغ 2.2 وحدة فلكية، وحضيض قدره 1.69 وحدة فلكية، وانحراف قدره 0.233 وزاوية ميلان 5.64 درجة بالنسبة لمسار الشمس. بسبب هذه الخصائص، أي نصف المحور الرئيسي بين 2 و3.2 وحدة فلكية وحضيض أكبر من 1,666 وحدة فلكية، يُصنف هذا الجُرم الفلكي وفقًا لقاعدة بيانات مختبر الدفع النفاث لأجرام النظام الشمسي الصغيرة كائنًا من حزام الكويكبات الرئيسي.

## الخصائص الفيزيائية
يُقدر القدر المطلق (H) لـ1783611996WL بـ16.3 ووضاءته بـ0.124، مما يمكِّن تقدير قطره بـ 1.808كم. استُخلصت هذه النتائج بفضل ملاحظات مستكشف الأشعة تحت الحمراء عريض المجال (WISE)، وهو مرصد فضائي أمريكي وُضع في المدار في عام 2009 ويراقب السماء بأكملها بالأشعة تحت الحمراء، في عام 2011، نُشرت النتائج الأولى المتعلقة بالكويكبات من الحزام الرئيسي.

## وصلات خارجية
- (178361) 1996 WL3 في قاعدة بيانات مختبر الدفع النفاث لأجرام النظام الشمسي الصغيرة

- الاكتشاف · مخطط المدار ·  العناصر المدارية · المعلمات المادية

- (178361) 1996 WL3 على موقع ويكي سكاي: DSS2, SDSS, GALEX, IRAS, Hydrogen α, X-Ray, Astrophoto, Sky Map, Articles and images